# Manwë
Manwë es un personaje ficticio que pertenece al legendarium creado por el escritor británico J. R. R. Tolkien y que aparece en su novela póstuma El Silmarillion. Es el más importante de los Valar y por tanto uno de los Aratar. Manwë era el hermano menor de Melkor, el Señor Oscuro, en la concepción de Eru. Fue el que recibió más poder y autoridad sobre Arda, convirtiéndose en representante de Eru en la misma.

## Historia
Se trata del esposo de Varda, la Señora de las Estrellas, una de las reinas de los Valar. Junto a ella vive en Taniquetil, la montaña más alta de Arda. Manwë es después de Melkor el mayor de los Ainur. Cuando surgió la discordancia de Melkor, él se hizo responsable de la canción. Manwë es el Señor del Viento y el Primer Rey. Arda es su dominio, pero su principal amor es el elemento del aire, y por ello se lo llama Súlimo, Señor del aliento de Arda.

## Apariencia
Está sentado en un trono bruñido, vestido con ropajes azul celeste, con un cetro de zafiro en la mano. Los ojos de Manwë también parecen de zafiro, pero más brillantes, y tan temibles como un relámpago. Manwë contempla todo el mundo bajo el cielo. Las águilas son sus mensajeras y el Maia Eönwë es su heraldo.

## Etimología
Manwë significa Bendito en quenya, que deriva de Mānawenūz, su nombre
en valarin. Súlimo es su otro nombre y se refiere a viento, el soplador. En  Sindarin lo llaman Aran Einior, "El viejo Rey", y en Adunaico, Amân